# HC Falcons Sokol Karviná
HC Falcons Sokol Karviná (celým názvem: Hockey Club Falcons Sokol Karviná) je český klub ledního hokeje, který sídlí ve městě Karviná v Moravskoslezském kraji. Založen byl v roce 2021 a do roku 2023 působil zde seniorský oddíl v Moravskoslezské krajské lize, čtvrté české nejvyšší soutěži ledního hokeje. Poté se seniorský oddíl přesunul do HK Baník Karviná, Falcons Sokol Karviná se zaměřuje pouze na ženský hokej.

## Muži

### Historie
Založen byl v roce 2021 z bývalého klubu HC Býci Karviná, který měl ekonomické problémy a následně zanikl. Aby tradice hokeje v Karvinském městě zůstala, oslovili představitelé oddíl TJ Sokol Karviná, že chtějí fungovat pod hlavičkou Sokola. Hlavní výbor Sokola podpořil lední hokej a umožnili tak vytvořit klub pod názvem Sokol. Většina hráčů přešla ze zaniklého klubu HC Býci Karviná do nově vzniklého HC Falcons Sokol Karviná. Klub vstoupil do čtvrté nejvyšší soutěže přesněji do Moravskoslezské krajské lize. V prvním ročníku 2021/22 obsadili předposlední jedenácté místo a sezona pro ně skončila v základní části. Ve druhém ročníku 2022/23 opět skončil na předposledním místě.

### Přehled ligové účasti
Stručný přehled
Zdroj:
- 2021–2023 : Moravskoslezská krajská liga (4. ligová úroveň v České republice)

Jednotlivé ročníky
Zdroj:
| Česko (2021–2023) |                              |           |           |                                       |          |
| Sezóny            | Soutěž                       | Úroveň    | ZČ        | Play-off, nadstavba, sk. o udržení... | Poznámky |
| 2021/22           | Moravskoslezská krajská liga | 4. úroveň | 11. místo | Ne                                    |          |
| 2022/23           | Moravskoslezská krajská liga | 4. úroveň | 10. místo | Ne                                    |          |

Legenda: ZČ - základní část, červené podbarvení - sestup, zelené podbarvení - postup, fialové podbarvení - reorganizace, změna skupiny či soutěže

## Ženy
Přestup klubu se týkalo i žen, ty nadále působí v české nejvyšší soutěži taktéž pod názvem HC Falcons Sokol Karviná.

### Přehled ligové účasti
Stručný přehled
- 2021– : Extraliga (1. ligová úroveň v České republice)

Jednotlivé ročníky
Zdroj:
| Česko (2021–) |           |           |    |                                       |          |
| Sezóny        | Soutěž    | Úroveň    | ZČ | Play-off, nadstavba, sk. o udržení... | Poznámky |
| 2021/22       | Extraliga | 1. úroveň | 2. | Finále, celkově 2. místo              |          |
| 2022/23       | Extraliga | 1. úroveň | 3. | Finále, celkově 2. místo              |          |
| 2023/24       | Extraliga | 1. úroveň | 2. | Finále, celkově 2. místo              |          |

Legenda: ZČ - základní část, červené podbarvení - sestup, zelené podbarvení - postup, fialové podbarvení - reorganizace, změna skupiny či soutěže